# Martin Lorentzson
Martin Olof Lorentzson (* 21. Juli 1984 in Östertälje, einem Stadtteil von Södertälje) ist ein schwedischer Fußballspieler. Der Defensivspieler, der in über 200 Ligaspielen im schwedischen Profifußball auflief, debütierte 2013 in der schwedischen Nationalmannschaft.

## Werdegang
Lorentzson erlernte das Fußballspielen bei Östertelge BoIS. Später spielte er beim IK Sleipner, für den er als Außenverteidiger in der viertklassigen Division 2 spielte. Im Februar 2007 schloss er sich dem Drittligisten Assyriska Föreningen an, bei dem er einen Drei-Jahres-Vertrag unterzeichnete. Mit dem Klub stieg er am Ende des Jahres aus der Division 1 in die Superettan auf. An der Seite von Göran Marklund, Filip Bergman, Eddie Moussa und Andi Toompuu gehörte er zu den Stammkräften, mit denen er am Ende der Spielzeit als Tabellenvierter mit zwei Punkten Rückstand auf IF Brommapojkarna den Relegationsplatz und damit einen möglichen Durchmarsch in die Allsvenskan verpasste. Im folgenden Jahr platzierte sich die Mannschaft auf dem Relegationsplatz und trat gegen den Erstligisten Djurgårdens IF an. Nachdem Dennis Östlundh und Göran Marklund den Verein aus Södertälje im Hinspiel zu einem 2:0-Heimerfolg geschossen hatten, glichen Jan Tauer und Christer Youssef das Hinspielergebnis aus und Lorentzsons Mannschaft musste in der Verlängerung wenige Minuten vor Abpfiff den Treffer zur 0:3-Niederlage durch Mattias Jonson hinnehmen.
Lorentzson ging dennoch in die Allsvenskan, bereits im Sommer 2009 hatte er ein halbes Jahr vor Ablaufen seinen Vertrages bei Assyriska einen ab Januar 2010 gültigen Kontrakt mit dem späteren Doublegewinner AIK vereinbart. Im Verlauf der Spielzeit 2010 schwankte er dort zwischen Ersatzbank und Startformation und bot ähnlich unkonstante Leistungen wie der im Abstiegskampf befindliche Verein, der mit Meistertrainer Mikael Stahre, Björn Wesström und Alex Miller im Saisonverlauf drei Trainer verschliss. Zudem war er ab Mitte Oktober bis zum Saisonende verletzungsbedingt nicht einsatzfähig gewesen. In der folgenden Spielzeit war er unter dem neuen Übungsleiter Andreas Alm unumstrittener Stammspieler, Ende August verlängerte der Klub mit ihm sowie Niklas Backman und Nicklas Maripuu die Verträge. Letztlich war er einer der Garanten, dass sich der Verein in den Folgejahren im vorderen Tabellendrittel festsetzte. Dies honorierte auch Nationaltrainer Erik Hamrén, der ihn im Januar 2013 für den King’s Cup in Thailand nominierte. Beim 3:0-Endspielsieg gegen Finnland debütierte er im Nationaljersey. Lorentzson blieb auch im Anschluss Stammspieler in seinem Klub. Am Ende der Spielzeit 2013 wurde er mit der Mannschaft Vizemeister hinter Malmö FF, auch in der folgenden Saison stand sie über weite Strecken im Meisterschaftsrennen. Kurz vor Saisonende im Oktober 2014 verkündete AIK, den auslaufenden Vertrag mit dem seinerzeit 30-jährigen Defensivspieler nicht verlängern zu wollen.
Im Februar 2015 unterzeichnete Lorentzson einen bis zum Sommer des Jahres gültigen Vertrag beim Ligakonkurrenten Åtvidabergs FF. Hier wurde er schnell Stammspieler. Am 1. Juli 2015 verlängerte der Klub die Vertragslaufzeit bis zum Saisonende. Zum Monatsende nutzte er jedoch eine vertragliche Option, die ihm die Auflösung der Vereinbarung ermöglichte.
Nach einigen Monaten ohne Verein unterschrieb Lorentzson im Dezember 2015 einen bis Sommer 2016 gültigen Vertrag beim englischen Klub Coventry City. In der drittklassigen Football League One debütierte er Ende Januar bei der 1:2-Niederlage gegen Scunthorpe United im englischen Profifußball, kam jedoch nicht über die Rolle eines Ergänzungsspielers hinaus. Lediglich sieben Saisonspiele bestritt er bis zum Saisonende, als Tabellenachter verpasste der Klub um fünf Punkte die Aufstiegs-Play-offs zur Premier League. Nachdem er nach Auslaufen seines Vertrages kurzzeitig ohne Verein war, verpflichtete ihn der schwedische Erstligist Örebro SK Anfang August zu Beginn der Sommerwechselperiode. Bei seinem neuen Verein unterzeichnete er einen Vertrag mit anderthalb Jahren Laufzeit.